# Das Rosenkranzfest

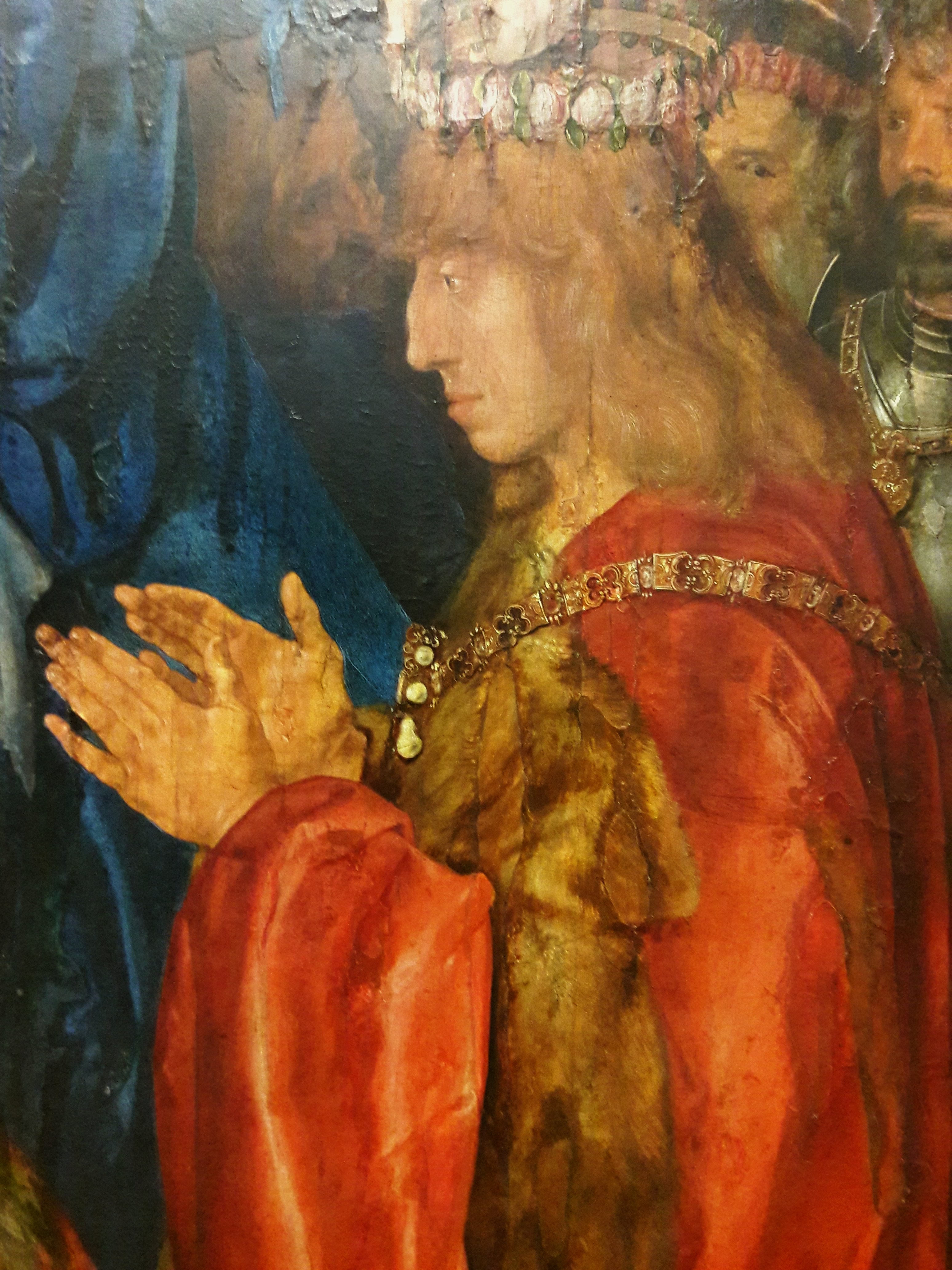
Maximilian I.

Das Rosenkranzfest, auch Rosenkranzaltar genannt, ist eines der wenigen Altarbilder Albrecht Dürers.
Albrecht Dürer malte dieses großformatige Altarbild 1506 im Auftrag deutscher Kaufleute als Altarbild für die Kirche San Bartolomeo in Venedig. Dieses Bild machte Dürer, der bis zu diesem Zeitpunkt vor allem Grafiken und Zeichnungen schuf, schlagartig berühmt.
Das Gemälde Dürers hat mit dem 1572 eingeführten Rosenkranzfest nichts zu tun. Der Gemäldetitel ist modern. Dargestellt ist vielmehr die Rosenkranzbruderschaft als eine universelle Gebetsbruderschaft.

## Beschreibung
Dargestellt ist die Madonna auf einem von Putten gehaltenen Baldachinthron. Zwei weitere Putten lassen eine Krone über ihrem Kopf schweben, ein Engel spielt zu ihren Füßen Laute. Maria, das Christuskind, der heilige Dominikus, dem die Entstehung der Rosenkranzandacht zugeschrieben wird, und weitere Putten verteilen Rosenkränze an eine Menschenmenge, die von Kaiser und Papst angeführt wird.
Die Rosenkranzbruderschaft wurde von Jacob Sprenger 1475 als Gebetsverbrüderung in Köln gegründet. In die erste Rosenkranz-Bruderschaft in Köln schrieb sich an erster Stelle 1475 der nachmalige König Maximilian I. ein, der im selben Jahr die Stadt Neuss befreit hatte, nachdem diese Maria angerufen hatte. Der Papst hätte die Gesichtszüge Julius II. aufweisen müssen, was Dürer jedoch vermied, denn Julius war ein Gegner Venedigs.
Die Gruppe des knienden Papstes und Kaisers mit der Madonna bildet eine Pyramide.
Die Mitglieder der Menge können nicht mehr alle identifiziert werden. Der vierte von links ist Burkhard von Speyer, möglicherweise Kaplan der Kirche San Bartolomeo, bekannt aus dem zeitgleich geschaffenen Porträt Dürers, das sich heute in der Royal Collection in Windsor Castle befindet.

## Hintergrund
Das Werk verbindet die deutsche Ikonographie der Rosenkranzbruderschaft mit venezianischen Einflüssen wie die Einbettung in eine Landschaft, dem Baldachin über Maria, dem Laute spielenden Engel und den Putten und stellt damit eine Synthese nordischer und italienischer Kunst dar.

## Geschichte

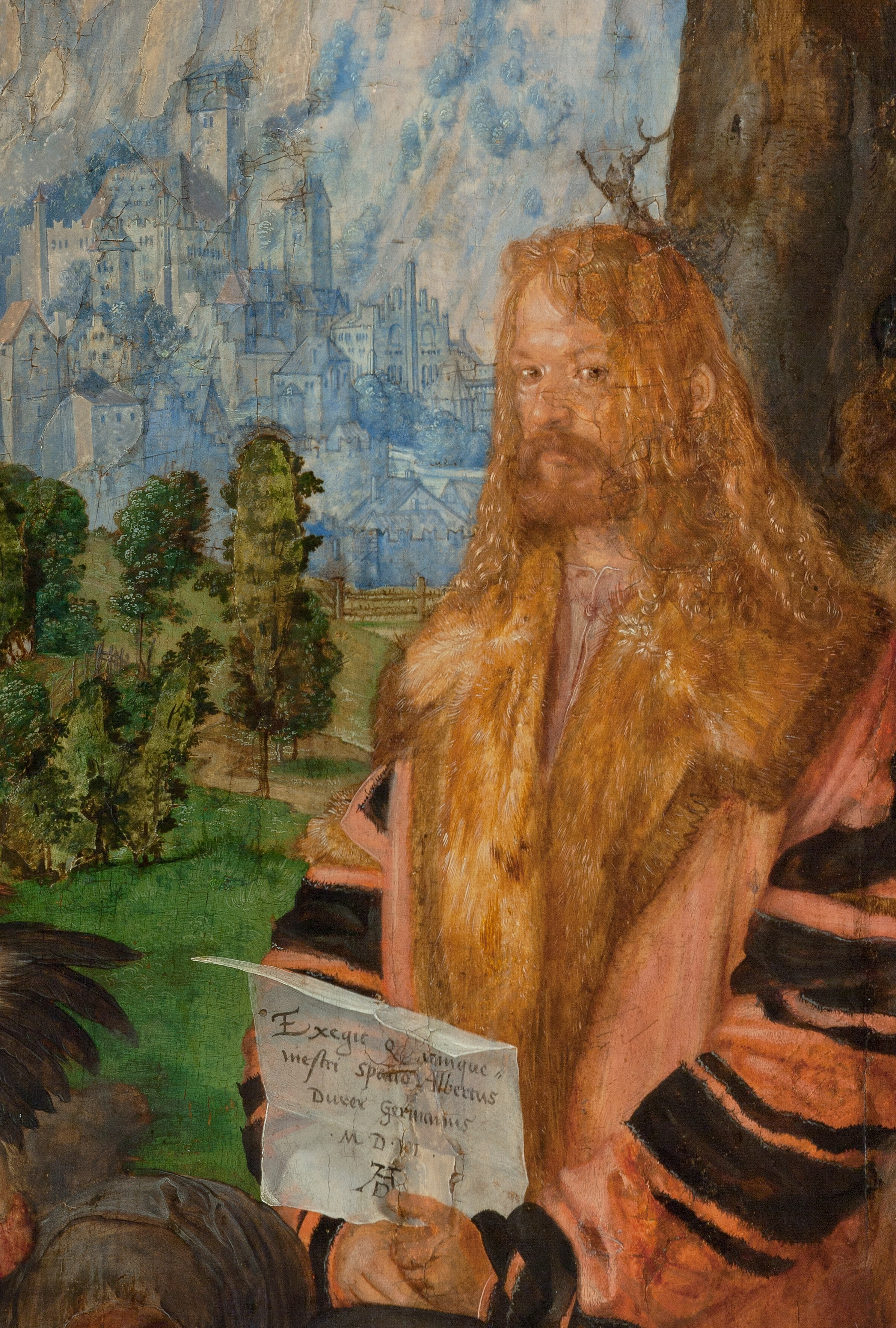
Selbstbildnis Dürers am rechten Bildrand

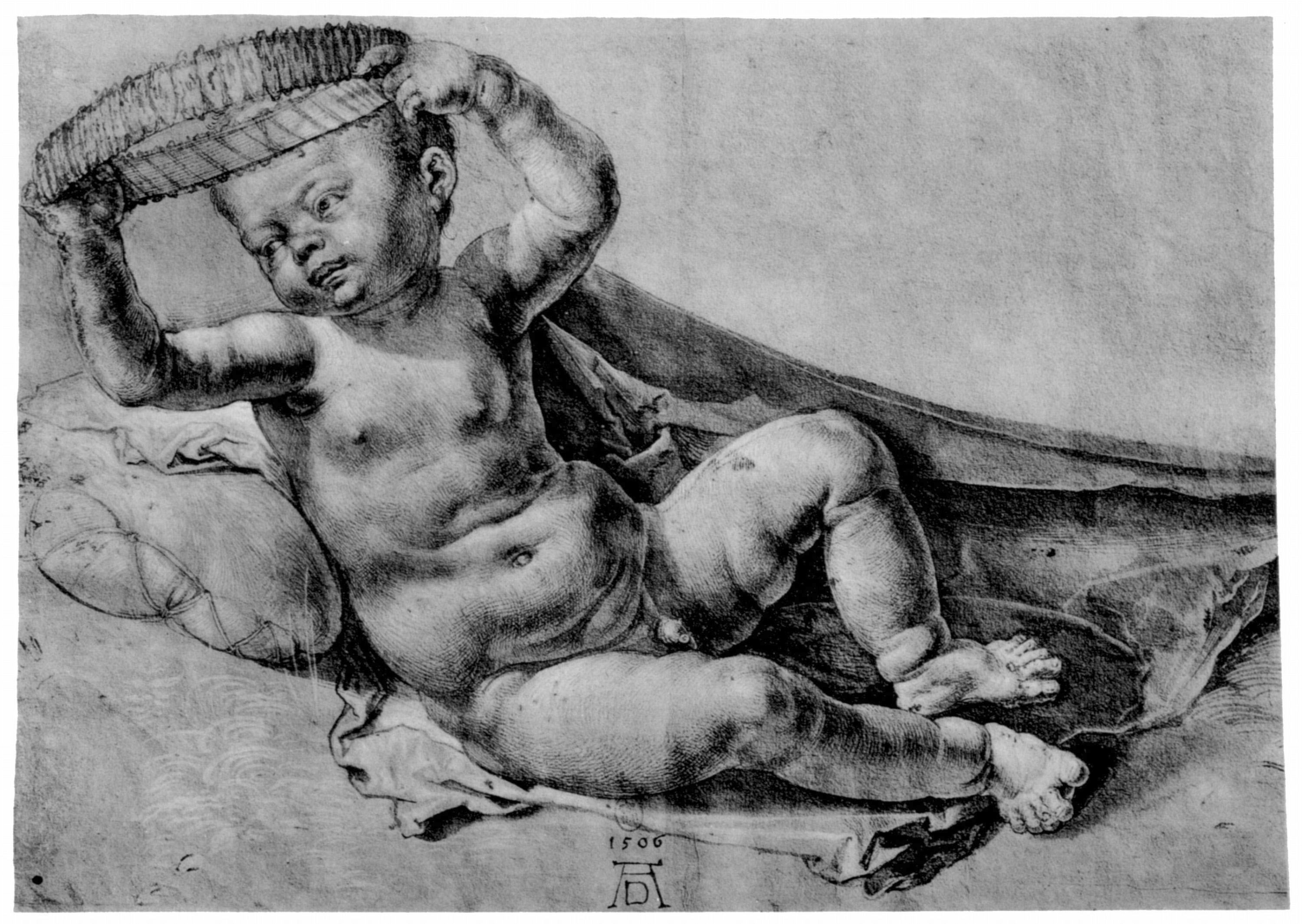
Figurenstudie für das Christuskind

Albrecht Dürer war im Sommer 1505 zum zweiten Mal nach Venedig gekommen, wo er von den beim Fondaco dei Tedeschi (nahe der Rialtobrücke) ansässigen deutschen Kaufleuten den Auftrag erhielt, ein Gemälde für ihre Pfarrkirche anzufertigen. Das Bild sollte eine ideale Versammlung der Rosenkranzbruderschaft darstellen.
Dürer machte vor dem Beginn seiner Arbeit zahlreiche Studien und schildert die Umstände der Entstehung des Werks in den Briefen an seinen Freund Willibald Pirckheimer. Aus diesen Briefen geht hervor, dass Dürer die Arbeit aus gesundheitlichen Gründen unterbrechen musste und mit dem Bild sehr zufrieden war. So schrieb er am 23. September 1506 an Pirckheimer:

„Ich teile Ihnen mit, dass es kein besseres Marienbild im ganzen Land gibt als das meine.“

Dürers Selbstbewusstsein zeigt sich auch darin, dass er sich selbst am rechten Bildrand darstellte. Er hält ein Stück Papier mit der lateinischen Aufschrift:

Exegit quinque mestri / spatio Albertus / Durer Germanus MDVI / AD

Mit diesem Zettel weist Dürer darauf hin, dass er das Gemälde in nur fünf Monaten des Jahres 1506 (MDVI) geschaffen habe. Das Buchstabenkürzel AD ist Dürers Signatur, die auf fast keinem Bild fehlt. Wie Briefe belegen, hatte Dürer keine besonders hohe Meinung von der Leistung seiner venezianischen Kollegen. Dieses Urteil beruhte weitgehend auf Gegenseitigkeit. Dürer berichtet immer wieder davon, dass die italienischen Maler behaupteten, seine Bilder seien unmodern und er nicht mit Farben umgehen könne ("...er sei nur im Stechen gut, wüßt aber nit mit Farben umzugehn..."). Erst mit dem Rosenkranzfest änderte sich die Meinung der venezianischen Künstler und Dürer schrieb:

„Jtz spricht jeder man, sy haben schoner Farben nie gesehen.“

Kaiser Rudolf II. kaufte das Gemälde nach langwierigen Verhandlungen mit der Kirchengemeinde San Bartolomeo und der Familie Fugger für die enorme Summe von 900 Dukaten. Joachim Sandrart schreibt in seiner Teutschen Academie über Entstehung und Verkauf des Werkes:

„Als er zu Venedig war/ aus hie unten meldender Ursach/ mahlte er allda für etliche des Teutschen Hauses curiose Kaufleute  eine kunstreiche Tafel von S. Bartholome, so auch in die nächst an dem Teutschen Hauß stehende Kirche/ dieses Namens/ aufgerichtet worden/ wordurch/ wie auch andere Werke/ sein herrliches Lob allenthalben erschollen/ und den Höchst-Ruhmwürdigsten und Kunst-liebenden Käyser Rudolphum II. bewogen/ daß er nicht nachgelassen/ biß ihme solches Blat aus der Kirche verwilliget worden/ gegen so hoher Bezahlung/ als man begehrt/ und ist es nachmalen/ mit Teppichen und vielfältiger Baumwoll eingewickelt/ in gewirtes Tuch eingeballt/ und/ damit es auf dem Wagen nicht hart gestoßen/gerüttelt/ oder verletzet würde/ auf ergangnen Käyserlichen Befehl/ von starken Männern an Stangen den ganzen Weg/ biß in die Käyserliche Residenz zu Prag/ getragen worden.“

So gelangte 1606 der Rosenkranzaltar nach Prag. Nach Rudolfs Tod verblieb das Bild dort, anders als der Großteil seiner Sammlung. Im Dreißigjährigen Krieg war die Rosenkranzfestmadonna ständig in Bewegung. So kam es dazu, dass das Gemälde beim Transport beschädigt wurde. Als die Schweden 1648 die Prager Kunstkammer plünderten, ließen sie das Bild zurück, was als Indiz für einen schlechten Zustand gelten kann. Aber es war schon in Venedig beschädigt, denn Dürer arbeitete als Maler aus dem Norden mit nicht erprobtem Material. Dies führte dazu, dass das Bild in der Mitte bald beschädigt war. So verschwand auch ein interessantes Detail, das Kopien des Gemäldes belegen: eine Fliege auf dem Knie der Madonna, die den Eindruck erwecken sollte, dass sie echt sei. Seit der Räumung der Prager Burg 1782 unter Joseph II., bei der es zum Schätzpreis von einem Gulden versteigert wurde, befand sich das Bild in Privatbesitz. 1793 erwarb es P. Wenzel Mayer, der Abt des Stiftes Strahow. Im 19. Jahrhundert wurde die zerstörte Mittelpartie vom Kopf der Madonna abwärts restauriert. Dabei verschwanden Einzelheiten wie der Faltenwurf des weißen Tuches, auf dem auch die Fliege saß. Erst 1930 gelangte das Gemälde in die Nationalgalerie Prag.

### Kopien

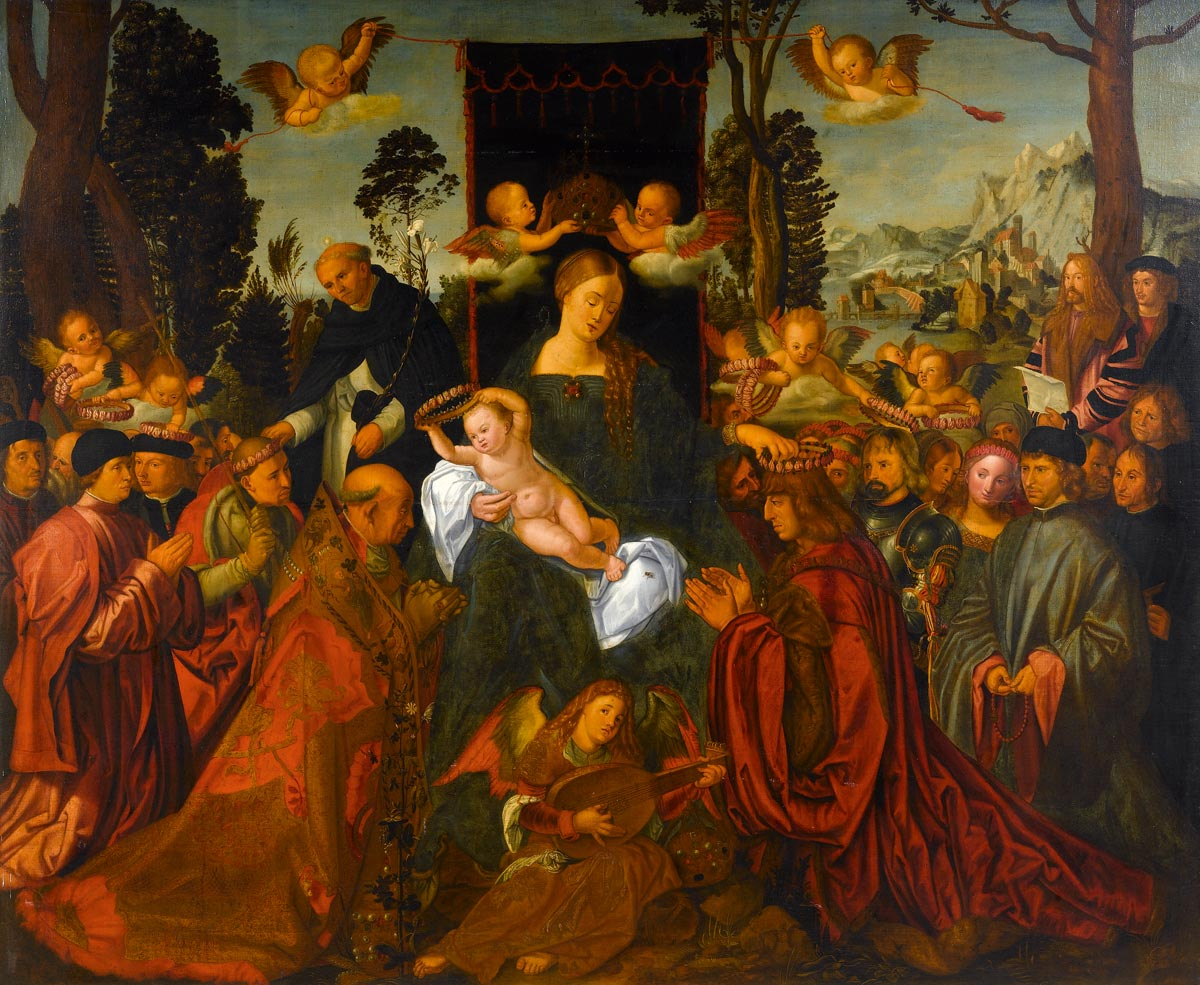
Eine frühe, noch in Venedig angefertigte, Kopie.
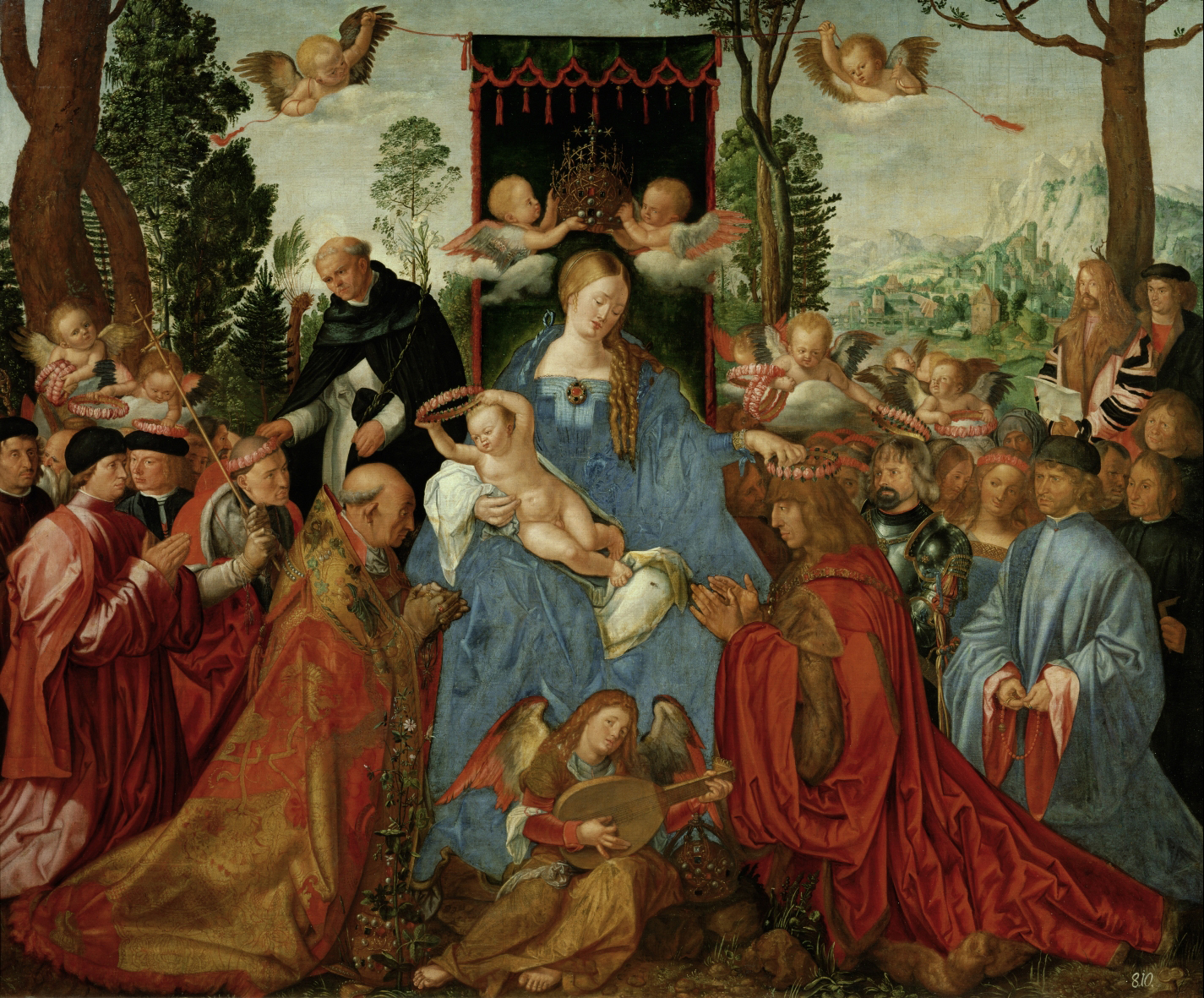
Eine 1606 bis 1612 entstandene Kopie im Kunsthistorischen Museum Wien.